# Dimitri Cocciuti
Dimitri Cocciuti (Roma, 16 giugno 1984) è un autore televisivo italiano.

## Biografia
È responsabile del reparto format di Ballandi. Comincia la sua attività in campo televisivo nel 2006 e nel corso degli anni collabora con molti artisti tra cui Fiorello, Raffaella Carrà, Piero Chiambretti, Enrica Bonaccorti, Paola Cortellesi.
Nel corso degli anni ha lavorato con i più grandi autori del panorama televisivo nazionale tra cui Giampiero Solari e Furio Andreotti. 
La sua attività nel mondo della scrittura per l'intrattenimento negli anni viene alternata alla documentaristica, alla ricerca e all'ideazione di nuovi programmi.
Nel 2014 è infatti autore del documentario Sette Meraviglie per Sky Arte, riconosciuto successivamente come materiale didattico per le scuole; è sua anche la scrittura di serie internazionali trasmesse in tutto il mondo tra cui Artists in Love, dieci puntate dedicate alle grandi storie d'amore tra gli artisti del secolo scorso condotto dall'attrice Samantha Morton realizzato per Sky Arts e trasmesso in prima visione in Italia, Regno Unito e Germania e successivamente venduto in molti paesi del mondo tra cui l'Australia.
È sua l'idea di portare in Italia format come Mi Casa es la tuya, adattato con il titolo di A raccontare comincia tu, ultima trasmissione condotta da Raffaella Carrà e I've Got Something to Tell you, in onda in Italia con il titolo Ho Qualcosa da Dirti.
Nel 2021 è Showrunner e capo progetto di Drag Race Italia, la versione italiana del celebre RuPaul’s Drag Race con giudici la drag queen Priscilla, Tommaso Zorzi e Chiara Francini. L’annuncio del suo nome è stato fatto nel corso degli upfront di Discovery Italia 2021 e tale ruolo lo ricopre anche nel 2022 nella seconda stagione del programma. 
Parallelamente alla sua attività televisiva, nel 2017 debutta come scrittore firmando il suo primo romanzo Ogni Cosa al Suo Posto, una storia LGBT riconosciuta come inno alla libertà e alla bellezza di essere sé stessi.
Il romanzo raggiunge le prime posizioni delle classifiche di vendita digitali e in occasione del lockdown di marzo 2020 viene reso disponibile gratuitamente nella versione ebook. Viene pubblicato successivamente anche in lingua inglese e in spagnolo.
Il 16 Novembre 2020 esce il suo secondo romanzo Vai Quando Vuoi, con una prefazione scritta dalla conduttrice televisiva e radiofonica, nonché attrice Enrica Bonaccorti.
Per giugno 2024 è prevista l’uscita del suo terzo romanzo, Non lasciarti sfuggire.

## Ogni Cosa al Suo Posto
Pubblicato nel 2017 attraverso le piattaforme Streetlib e Youcanprintit, il romanzo raggiunge rapidamente la posizione n.1 in classifica sulle chart di Kindle e Kobo. 
Romanzo che riscuote grandi consensi dai lettori, tuttavia non mancano alcune critiche legate allo stile di scrittura considerato da alcuni lontano da supposti stilemi tradizionali. Intervistato al riguardo da Alessio Poeta su Gay.it, alla domanda sul sentirsi uno scrittore o meno risponde che "[...] Io non mi ritengo uno scrittore, piuttosto un autore televisivo, prestato alla scrittura. In questo romanzo ho fatto tutto quello che uno scrittore medio non farebbe mai…"

### Trama
Giovanni è un medico affermato, un uomo sposato e un essere umano condizionato dalle scelte imposte dalla sua famiglia. 
Antonella, sua moglie, è una donna che vive alla continua ricerca della perfezione, pensando così di poter fuggire dalle proprie fragilità e dalla consapevolezza di un matrimonio che non la rende felice.
Alessio in una calda estate di sedici anni prima ha trovato in Giovanni l’amore, nel presente ne conserva solo l’amaro ricordo.
Una sera, il destino metterà Alessio in pericolo di vita e Giovanni davanti all’unica persona gli abbia mai fatto battere davvero il cuore. 
Il presente porterà ai tre protagonisti un nuovo stato di coscienza e la consapevolezza che il dolore possa essere il mezzo per rimettere ogni cosa al suo posto.

## Vai Quando Vuoi
Viene pubblicato nel 2020 e segna una svolta più introspettiva nel percorso artistico dell’autore. In un’intervista Dimitri Cocciuti dichiara che l’idea di Vai quando vuoi nasce “dopo un lutto che mi ha colpito tre anni fa, quando mia nonna, con cui avevo uno splendido rapporto, è venuta a mancare. Avevo voglia di affrontare il tema delle separazioni sotto più punti di vista, non solo quelle terrene ma anche e soprattutto quelle relazionali, con uno sguardo particolare a quelle che avvengono nel mondo Lgbt, di cui si parla poco e talvolta con una certa superficialità. Molte persone alle prese con la fine di rapporti d’amore o d’amicizia voltano pagina senza colpo ferire, come se l’altro non fosse mai esistito. Ho provato a mettermi nei panni di chi invece sente il bisogno di guardarsi dentro, e vuole comprendere sia le cause, quanto il dolore che si prova nell’attraversare quel distacco che inevitabilmente ci cambia”

### Trama
Samuele deve fare i conti con la sua separazione da Valerio e pensa che l'unico modo per stare meglio sia partire per la Spagna, alla ricerca di un altro sé. 
Juan, 50 anni prima, in una Siviglia nella morsa della dittatura franchista, vive in segreto la sua storia d'amore con Mario, un ingegnere sposato.
Edelweiss, una 94enne rassegnata all'inevitabile scorrere del tempo, si ritrova ad essere l’anello di congiunzione tra due vite lontane solo all’apparenza.
Edelweiss, Samuele e Juan hanno infatti molto più di qualcosa in comune e, soprattutto, una domanda a cui rispondere: quando ami davvero qualcuno, quanto sei disposto a lasciarlo andare? 

## Televisione
- Distraction
- Exit
- Non perdiamoci di vista
- Votantonio
- L'angolo nel cielo
- Chiambretti Night
- Me lo dicono tutti
- Fiorello Show
- Il più grande spettacolo dopo il weekend
- La mostra della settimana
- Grandi mostre
- Italia Coast2Coast
- Capolavori Svelati
- Sette Meraviglie
- Artists in Love
- Forte Forte Forte
- Hidden Singer Italia
- A raccontare comincia tu
- Ho Qualcosa da Dirti
- Extreme - Danilo Callegari Adventures
- Drag Race Italia
- Mi casa es tu casa

## Romanzi
- Ogni cosa al suo posto, 2017
- Vai quando vuoi, 2020
- Non lasciarti sfuggire, 2024